# Будівельник (Прип'ять)
ФК «Будівельник» Прип'ять (рос. ФК «Строитель» Припять) — колишній український радянський футбольний клуб з Прип'яті, Київська область, заснований у 1970-х роках та розформований у 1988 році. Виступав у Чемпіонаті Київської області з футболу та Чемпіонаті УРСР серед КФК. Домашні матчі приймав на міському стадіоні. З 1 травня 1986 року домашньою ареною клубу мав стати «Авангард», місткістю 5 000 глядачів. Тричі поспіль команда ставала чемпіоном Київської області (сезони 1981, 1982, 1983 років), а також досягала фіналу Кубка Київської області (1979).

## Історія
Футбольний клуб «Будівельник» у Прип'яті був сформований в середині 1970-х років. На початку її кістяк майже повністю складався з гравців з сусіднього села Чистогалівка, де була одна з кращих команд району та області.
Прип'ятська команда брала участь в районних турнірах, а також в чемпіонаті і кубку Київської області, змаганнях серед місцевих аматорських команд. У перспективі був вихід на більш серйозний рівень — звання команди майстрів.
У 1981 році «Будівельник» дебютував у чемпіонаті УРСР серед КФК. Того ж року команда стала чемпіоном Київської області, випередивши фастівський «Рефрижератор» і «Машинобудівник» з Бородянки, призерів попереднього сезону. У період 1980—1981 років прип'ятською командою керував Анатолій Шепель, колишній гравець київського «Динамо» та одеського «Чорноморця».
У сезоні 1981 року в чемпіонаті серед команд КФК «Будівельник» посів п'яте місце, відставши в турнірній таблиці від «Рефрижератора» і «Машинобудівника», яких залишив без чемпіонства в чемпіонаті області.
У наступному сезоні 1982 року команда з Прип'яті в знову стала чемпіоном Київської області. У чемпіонаті серед КФК «Будівельник» зайняв останнє, восьме, місце в третій зоні.
У 1983 році «Будівельник» втретє поспіль став чемпіоном Київської області з футболу. У чемпіонаті серед команд КФК у тому ж сезоні команда у своїй зоні набрала 13 очок і з негативною різницею м'ячів посіла шосте місце. Наступного сезону 1984 року команда з Прип'яті набрала 10 очок при різниці голів -7, але зайняла підсумкове шосте місце.
За рік «Будівельник» був близький до того, щоб стати кращою командою своєї групи і поборотися за чемпіонство, а також за другу лігу і звання майстрів. У 1985 році команда дуже впевнено провела сезон, але для перемоги не вистачило 20 очок. На 4 очки команда відстала від «Нафтовика» з Охтирки. «Будівельник» з 35 м'ячами став командою своєї групи із найбільшою кількістю забитих голів.
Домашні матчі «Будівельник» проводив на старому стадіоні в Прип'яті із зовсім невеликою трибуною. У 1986 році був побудований новий стадіон «Авангард» з трибуною на 5 000 місць. На головній арені міста Прип'ять були бігові доріжки, перший ряд трибун розташований на двометровій висоті.
26 квітня 1986 року в рамках півфіналу Кубка Київської області в Прип'яті повинен був відбудутися матч «Будівельника» проти «Машинобудівника» з Бородянки. Але саме під час тренування на полі, де займалися футболісти бородянської команди, приземлився вертоліт, з якого вийшли люди в спецодязі і з апаратурою і повідомили, що їхати в Прип'ять вже не потрібно.
Після Чорнобильської катастрофи клуб разом з усім містом був евакуйований та переміщений до новозбудованого Славутича, який і представляв у подальшому.
У сезоні чемпіонату УРСР серед КФК 1987 року команда зайняла третє місце у четвертій зоні. Сезон 1988 року став останнім в історії «Будівельника». Колектив посів восьме місце в чемпіонаті серед КФК, після чого було прийнято рішення про розпуск команди. Футбольний клуб «Будівельник» припинив своє існування.

## Відомі гравці і тренери
- Станіслав Гончаренко — грав у «Будівельнику» протягом 1979—1981 років.
- Анатолій Шепель — тренував команду у 1980—1981 роках.
- Олександр Вишневський — грав і тренував команду до її ліквідації у 1988 році.
- Валентин Литвин — капітан команди ФК «Будівельник».

## Досягнення
- Чемпіонат Київської області
  - Чемпіон: 1981, 1982, 1983
- Чемпіонат УРСР з футболу серед КФК
  - Срібний призер (третя зона): 1985
  - Бронзовий призер (четверта зона): 1987.
- Кубок Київської області
  - Фіналіст: 1979.